# Planetologie

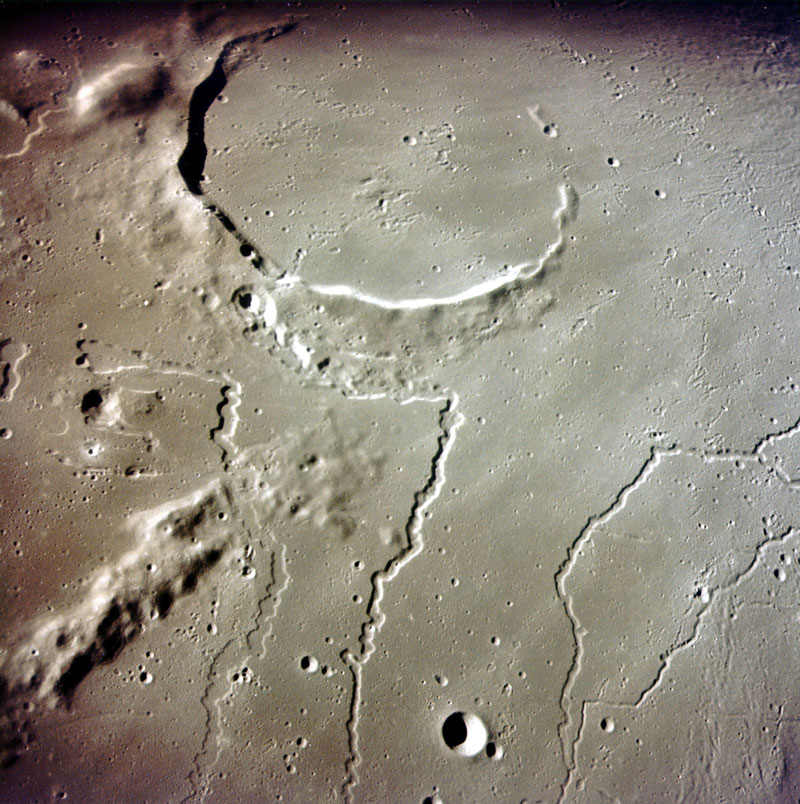
Fotografie realizată de Apollo 15, craterul Aristarchus de pe Lună. Aranjamentul celor două văi este foarte similar, deși la o treime din dimensiune, cu văile râurilor Dunărea și Tisa din Marea Câmpie Panonică.

Planetologia (știința planetară) este studiul științific al planetelor, sateliților și sistemelor planetare, în special cele din Sistemul Solar și a proceselor care au dus la apariția lor. Cuprinde studiul obiectelor cu dimensiuni diferite, de la micrometeoriți până la giganți din gaz, cu scopul de a determina compoziția, dinamica, formarea, istoria și legăturile dintre ele. Este un domeniu interdisciplinar puternic, inițial apărut din astronomie și științele pământului, dar care cuprind acum mai multe discipline, inclusiv astronomie planetară, geologie planetară (împreună cu geochimia și geofizica), geografie fizică (geomorfologie și cartografie, care se aplică planetelor), știința atmosferică, știința teoretică planetară, precum și studiul planetelor extrasolare. Discipline asemănătoare sunt fizica spațiului cosmic (atunci când se ocupă cu efectele Soarelui asupra corpurilor din Sistemul solar) și astrobiologia. 